# Hemis-Nationalpark
Der Hemis-Nationalpark liegt im indischen Unionsterritorium Ladakh.
Er ist nach dem Ort Hemis benannt, an dem sich ein altes buddhistisches Kloster befindet. Er reicht von 3300 Meter bis 6000 Meter und umfasst auf einer Gesamtfläche von 4100 Quadratkilometern verschiedene Gebirgslebensräume. Der Park ist ein wichtiger Lebensraum für den seltenen Schneeleoparden, von dem laut Schätzungen etwa 30 bis 50 Tiere im Reservat leben. Weitere große Raubtiere sind der Wolf und der Braunbär. In den 1980er Jahren wurde sogar ein Rudel Asiatische Wildhunde beobachtet. Verschiedene Gebirgsweidetiere leben im Park, darunter Blauschafe, Sibirische Steinböcke, Argalis und Ladakh-Urials. Die Zahl der Blauschafe wird auf etwa 4000 Tiere geschätzt. Die Steinböcke sind dagegen seltener, während von den Ladakh-Urials nur etwa 300 im Park leben. Unter den kleineren Arten sind Langschwanzmurmeltiere und Rotfüchse zu nennen.

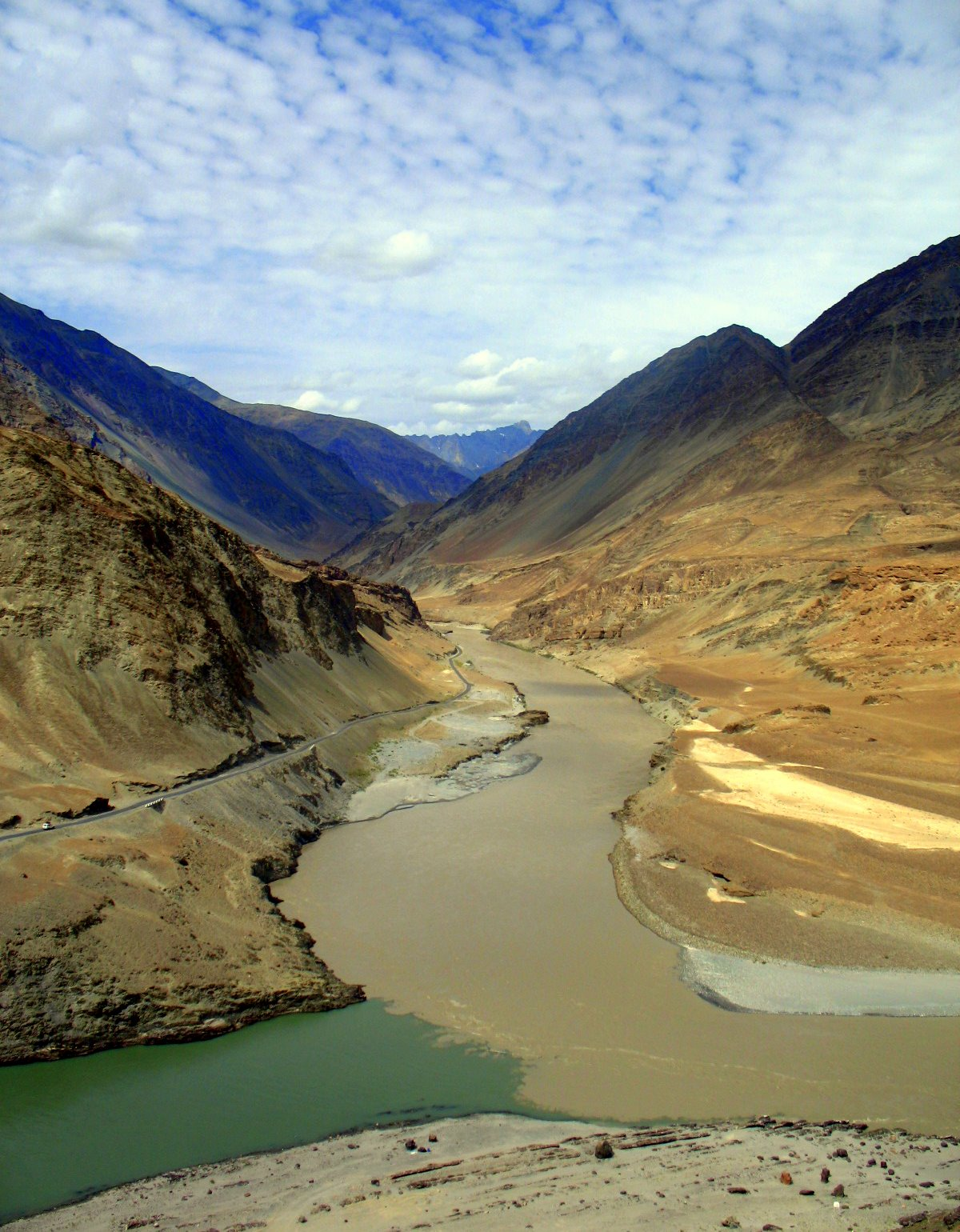
Der Zusammenfluss von Indus und Zanskar im Bereich der Parkgrenze
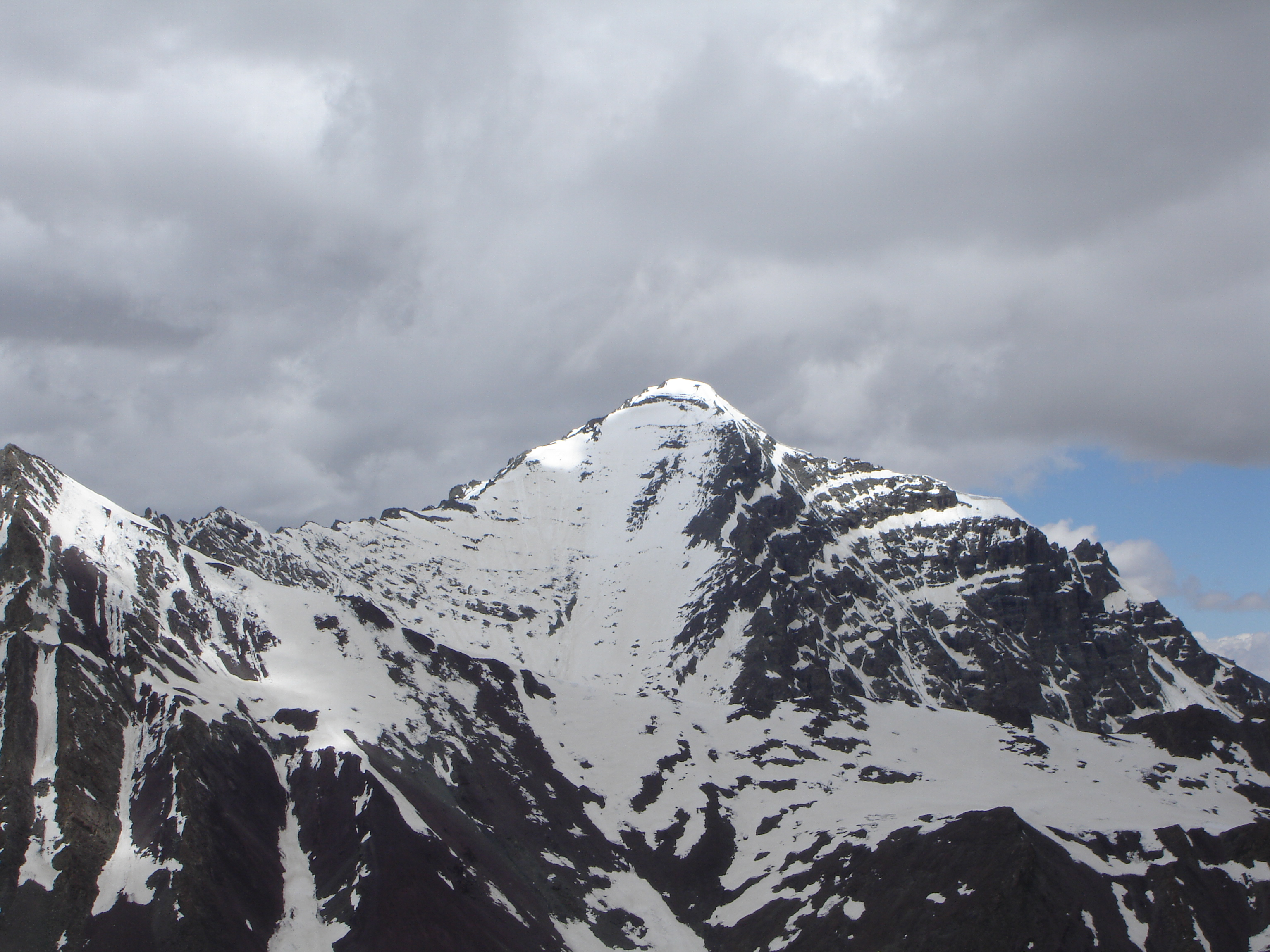
Stok Kangri, höchster Gipfel im Nationalpark
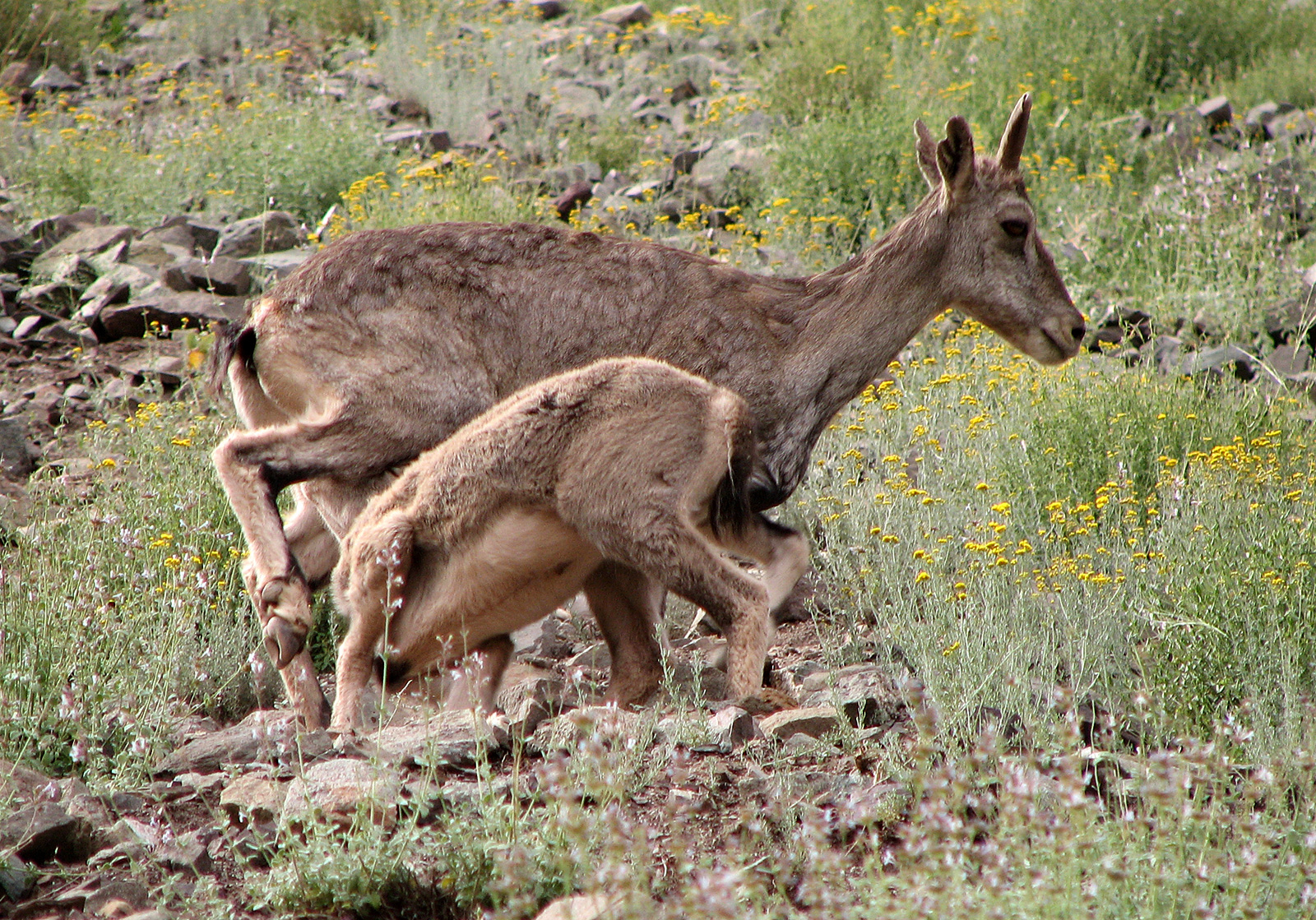
Weibliches Blauschaf mit Jungtier